# مسجد جامع تویسرکان
مسجد جامع تویسرکان مربوط به دوره پهلوی است و در تویسرکان، میدان امام، ابتدای خیابان شهید باهنر، راسته بازار، مسجد جامع واقع شده و این اثر در تاریخ ۱۸ اسفند ۱۳۸۷ با شمارهٔ ثبت ۲۵۱۶۱ به‌عنوان یکی از آثار ملی ایران به ثبت رسیده است.